# 서경배과학재단
서경배과학재단(徐慶培科學財團, 영어: SUH Foundation)은 대한민국의 서경배 아모레퍼시픽 회장이 기초생명과학 발전을 위해 2016년 사재 3천억 원을 출연해 설립한 비영리 기초과학재단이다. 2021년 기준 20 명의 생명과학자를 선정하여 총 485억 원의 연구비를 지원했다. 국내에서는 개인 자금으로 출범한 첫 번째 기초과학재단이다.

## 역사
2016년 ‘눈으로 보는 하늘 밖에도 무궁무진한 하늘이 있다’는 천외유천(天外有天)을 기조로 설립되었다. 미국 하워드휴즈 의학연구소(HHMI)를 벤치마킹했다. 혁신적인 연구를 선정하고, 연구자에게 결과의 성패를 묻지 않는 자유로운 연구 환경을 표방한다. 
2017년 신진과학자 연구지원 프로그램을 시작했다. 
2020년부터 해마다 선정한 연구자의 연구 성과를 공유하는 SUHF Symposium 을 개최하고 있다. 

## 신진과학자 연구지원 프로그램
서경배과학재단은 신진과학자 연구지원 프로그램을 운영하며 생명과학 분야 임용 5년 이하의 한국인 신진 과학자를 대상으로 연간 최대 5억원을 5년 간 지원한다. 매년 1월에서 3월 사이에 공개 접수하며, 국내외 석학들을 심사위원으로 위촉하여 당해 8월 3-5명의 과학자를 선정한다. 
2020년 이래 증여세 과세 문제로 해외 주재 과학자에 대한 지원을 보류 중이다.

## 역대 선정자 목록
| 선정연도 | 성명   | 소속                                       | 연구 주제 |
| 2017     | 강찬희 | 서울대학교                                 | Genetic Dissection of the GATA4-Senescence Associated Secretory Phenotype (SASP) pathway in Aging (노화유도 분비인자의 제어를 통한 노화 및 노화연관 질환 연구)                                         |
| 2017     | 김도훈 | UMass Chan Medical School                  | Invisible killers: Investigating the role that endogenous toxic metabolites play in pathology (보이지 않는 킬러: 체내에서 생성되는 독성 대사물이 질병에 미치는 역할 연구)                              |
| 2017     | 이정호 | KAIST                                      | Deciphering of low-level somatic mutations disrupting neuronal circuits in human brain (후천적 뇌 돌연 변이로 인한 신경 회로 이상 및 신경정신질환 발병 연구)                                           |
| 2017     | 임정훈 | UNIST                                      | Decoding Non-Canonical Translation (비표준적 단백질 번역에 의한 유전암호 해독의 새로운 원리 규명) |
| 2017     | 최규하 | 포항공과대학교                             | Genetic and genomic dissection of plant meiotic recombination (식물 유전체 재조합 연구) |
| 2018     | 김진홍 | 서울대학교                                 | The origin of generation signal from damaged connective tissue that specifies endogenous stem cell differentiation (근골격계 퇴행성 재생치료 기전 규명)                                                |
| 2018     | 박현우 | 연세대학교                                 | The Biology of Epithelial-Hematopoietic Conversion (세포탈부착성 재프로그래밍 연구) |
| 2018     | 우재성 | 고려대학교                                 | Molecular structures and mechanisms of Cx43 and Cx36 gap junction channels (간극연접채널의 구조와 메커니즘 연구)                                                                                       |
| 2018     | 정인경 | KAIST                                      | Unraveling a principle of 3D chromatin dynamics in gene regulation (삼차원 지놈 구조의 원리 규명) |
| 2018     | 주영석 | KAIST                                      | Origins and functional consequences of complex genomic rearrangements in cancer cells (암세포에서 복잡 유전체 구조변이의 발생 기전 및 기능적 영향)                                                     |
| 2019     | 박주홍 | 서울대학교                                 | Role of adaptive immunity in the evolution of symbiotic bacteria (공생세균의 진화에 있어서 적응 면역의 역할에 대한 연구)                                                                               |
| 2019     | 윤기준 | KAIST                                      | Deciphering the neural epitranscriptome using mouse and human brain organoid (생쥐 모델과 인간 뇌 오가노이드를 이용한 신경 후성전사체의 역할 규명 연구)                                                |
| 2019     | 이유리 | 서울대학교                                 | Unveiling associations of cellular architecture and cell fate specification in plants(세포 특이적 운명 결정과 세포 구조와의 상관성 연구)                                                               |
| 2019     | 이은정 | Boston Children's Hospital                 | Systematic investigation of reactivated endogenous retroelements and their functional consequences in human soma (인체 조직에서의 RNA 이동성 유전인자의 재활성화와 그 기능적 영향에 대한 연구)         |
| 2020     | 노성훈 | 서울대학교                                 | Developing integrated Cryo-EM platforms to study cells at molecular resolution (Cryo-EM 이미징을 이용한 세포 노화 및 질병 발생 기전 연구)                                                              |
| 2020     | 이주현 | Wellcome–MRC Cambridge Stem Cell Institute | Unveiling injury-driven remodeling of lung stem cells and niche cells in lung regeneration and pulmonary fibrosis (폐의 재생과 섬유화에 관한 줄기세포와 주변세포의 유용성 연구)                        |
| 2020     | 조원기 | KAIST                                      | 4-dimensional gene expression regulation by real-time single-cell imaging (실시간 단일 세포 이미징을 통한 4차원 유전자 발현 조절 연구)                                                                 |
| 2021     | 구태윤 | KAIST                                      | Connectomic investigation of the mammalian brain at the single-neuron level (단일신경세포 연결체 분석을 통한 포유류 뇌 규명)                                                                           |
| 2021     | 양한슬 | KAIST                                      | A comparative study deciphering the key principles of scar-free and complete skin regeneration in mammals (비교생물학적 연구를 통한 흉터 없는 완벽한 피부 재생의 핵심 원리 규명)                       |
| 2021     | 현유봉 | 서울대학교                                 | Molecular and Systemic Dissection of Innovations in Water-use and the Plant Reproduction in Motion (식물의 혁신적 물 활용과 생식과정에서의 고착생활 한계 극복 메커니즘의 분자 그리고 시스템 수준 연구) |